# Edificio Astoreca
El edificio Astoreca es un inmueble ubicado al frente de la Plaza Echaurren, en pleno Barrio Puerto de Valparaíso, Chile.
Fue construido por el arquitecto Juan Dazzarolla para la familia Astoreca, y fue terminado en 1907. En un comienzo, albergó a varias familias acomodadas en sus departamentos de siete y ocho habitaciones. En la actualidad se encuentra subarrendado por piezas.